# Jan Bałyk
Jan Bałyk, imię zakonne Borys OSBM [ukr. Іван Балик, монаше ім'я Борис ЧСВВ] (ur. 23 września 1913 w Hadyńkowcach w pow. Kopyczyńce, zm. 29 czerwca 1989 w Rzeszowie) – duchowny greckokatolicki, bazylianin.

## Życiorys
Urodził się w chłopskiej rodzinie Piotra i Pauliny z d. Szczerbaniuk. Jego ojciec pracował dodatkowo na kolei. 
Do zakonu wstąpił 22 sierpnia 1929 w Krechowie pow. Żółkiew, gdzie też odbył kandydaturę i nowicjat (1929–1931). Studiował teologię i filozofię w bazyliańskim Domu Studiów w Ławrowie pow. Turka (1931–1932), a później filozofię w Dobromilu (1933–1935) i dalej teologię ponownie w Ławrowie (1936–1939). W Ławrowie także w latach 1935–1936 (jeszcze przed święceniami) uczył łaciny, geografii, nauk humanistycznych i katechizmu. Pierwsze śluby złożył 3 maja 1931, zaś śluby wieczyste 12 lutego 1935. Wyświęcony został 14 kwietnia 1940 w Ołomuńcu przez bp. Pavla Gojdycza. 
Po święceniach w latach 1940–1942 został administratorem w Przemyślu, zaś w okresie 1942–1943 wikariuszem Ułaszkowcach pow. Czortków. W latach 1943–1944 przebywał w klasztorze w Buczaczu. Od 1945 r. mieszkał w klasztorze w Przemyślu, pełniąc funkcję wikariusza w miejscowej parafii bazyliańskiej. 

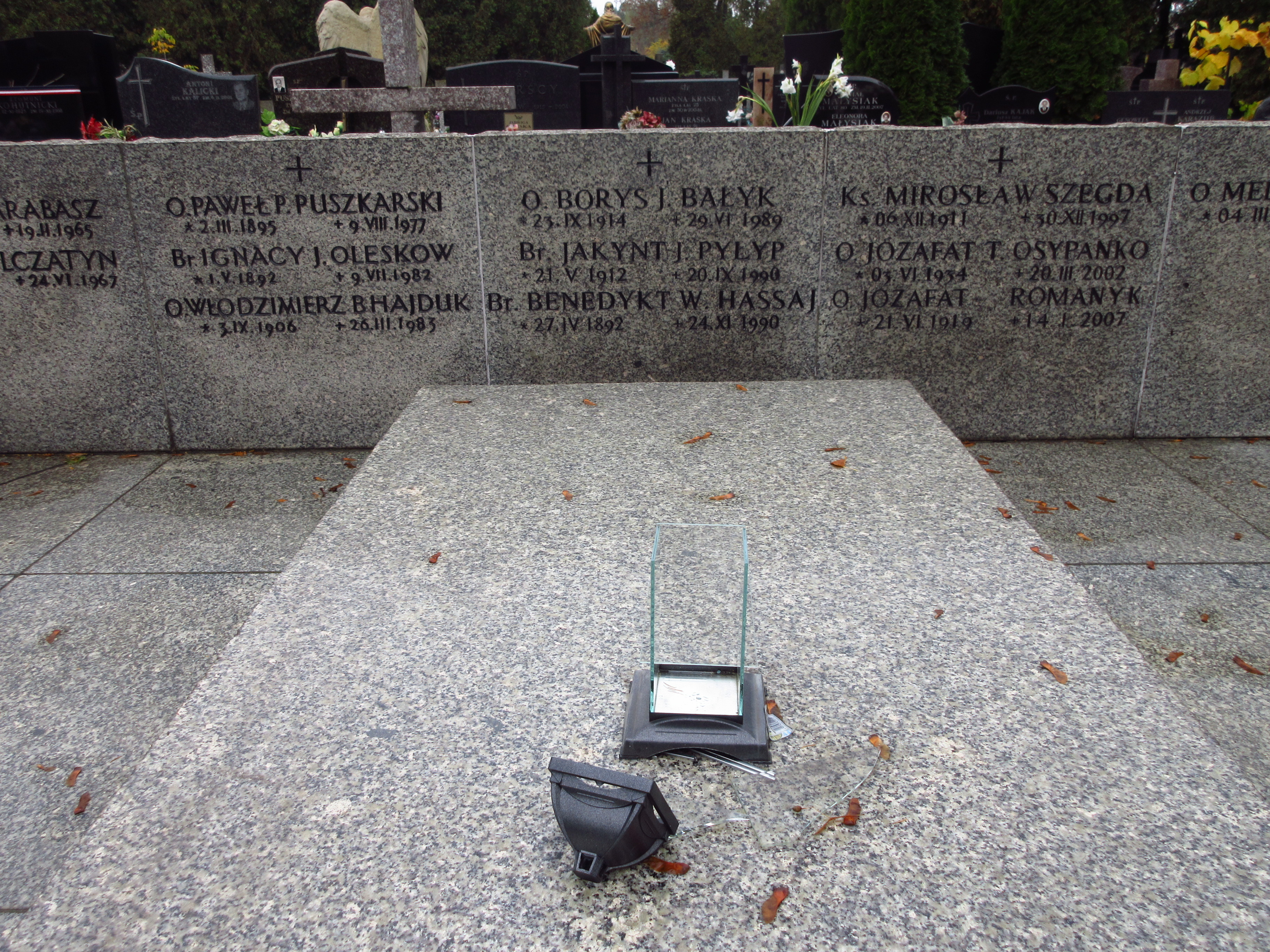
Grób Jana Bałyka na Cmentarzu Bródnowskim

W 1946 wyjechał do Warszawy. Przez rok był kapelanem żeńskiego zgromadzenia obrządku łacińskiego ss. samarytanek w Jurkach pow. Grójec oraz prefektem w Kruszewie tego samego powiatu, zaś w latach 1946–1950 pomagał w pracy duszpasterskiej w rzymskokatolickiej parafii w Warszawie-Lesznie. Jednocześnie studiował historię Kościoła na Wydziale Teologii Katolickiej Uniwersytetu Warszawskiego (1946–1951), gdzie 16 marca 1949 otrzymał magisterium, zaś 24 grudnia 1951 obronił doktorat (drukiem, w języku ukraińskim, ukazał się w ponad dwadzieścia lat później: І. Балик, Іннокентій Винницький: єпископ перемиський, самбірський, сяніцький 1680–1700, Roma 1978). 
W latach 1950–1951 był duszpasterzem w parafii przy klasztorze bazyliańskim w Warszawie. Po 1957 powrócił do obrządku wschodniego. W okresie 13 maja 1962–1968 był administratorem placówki greckokatolickiej w Przemyślu, zaś w latach 1971–1989 duszpasterzem greckokatolickim w Jarosławiu (dojeżdżał z Przemyśla). Odprawiał też nabożeństwa greckokatolickie w Pieniężnie (1968 r.) i Hrebennem pow. Tomaszów Lubelski. Jednocześnie wykładał historię Kościoła klerykom greckokatolickim studiującym na KUL. Publikował prace naukowe i popularnonaukowe w Polsce i za granicą. Usilnie rozpracowywany oraz inwigilowany przez aparat bezpieczeństwa PRL. 
Zmarł po ciężkiej chorobie w szpitalu w Rzeszowie. Nabożeństwo żałobne odbyło się 3 lipca 1989 w Jarosławiu. Pochowany został nazajutrz – 4 lipca 1989 – w grobowcu oo. bazylianów na warszawskim Bródnie (kwatera 91A-3-1/11).